# Rathäuser in Reutlingen

Ludwig Ditzinger, Reutlingen, Marktplatz mit Rathaus, rechtes Fachwerkhaus mit Erker (vor 1726)

J. Breuner, Altes Rathaus Reutlingen, 1881.

In Reutlingen gab es mehrere Rathäuser. Das erste bekannte Rathaus war ein um 1400 errichteter Holzbau am Marktplatz. An seiner Stelle entstand 1563 ein Fachwerkbau im Renaissancestil, der 1726 beim Stadtbrand zerstört wurde. Von 1746 bis 1872 befand sich das Rathaus im Gebäude Rathausstr. 6. Von 1872 bis 1945 war das Rathaus der neogotische Bau des Fruchtkastens, der 300 Jahre alten Zehntscheuer. Von 1945 bis 1966 befand sich das Rathaus wieder im Gebäude Rathausstr. 6. Von 1962 bis 1966 wurde das „Neue Rathaus“ errichtet.

## Holzbau, um 1400
Das erste bekannte Rathaus war ein Holzbau aus der Zeit um 1400.

## Renaissance-Fachwerkbau, 1563–1726
An seiner Stelle wurde 1563 am Marktplatz ein Renaissance-Fachwerkbau errichtet, der 1726 bei einem Stadtbrand zerstört wurde. Der Renaissance-Fachwerkbau mit gemauertem Erdgeschoss und Laubengang ruhte nach der Beschreibung des Chronisten Fizion auf 33 steinernen Säulen. An jeder Ecke des Rathauses befand sich ein Erker. Das Gebäude wurde bei einem Stadtbrand Jahre 1726 zerstört. Der Standort ist heute als Grundriss mit roten Pflastersteinen markiert. An seiner Längsseite soll ein großer Sturmbock aus der Zeit der Belagerung Reutlingens gestanden haben.

## Rathausstr. 6, 1746–1872
Das Gebäude Rathausstr. 6 beherbergte von 1746 bis 1872 das Rathaus, von 1892 bis 1893 die Höhere Töchterschule und diente danach als Verwaltungsgebäude.

## Neogotischer Bau der Fruchthalle, 1872–1945
1872 wurde das Rathaus in die ehemalige Fruchthalle am Marktplatz verlegt. Diese war von Johann Georg Rupp im neogotischen Stil erbaut worden. Als das Rathaus dorthin verlegt wurde, erfolgte ein entsprechender Um- und Erweiterungsbau durch Baurat Berner. Das Gebäude hatte vier Erker und einen Mittelrisalit mit Uhrengiebel und Stadtwappen. Das Gebäude wurde 1945 durch Bomben zerstört.

## Rathausstr. 6, 1945–1966
Nach dem Krieg zog die Stadtverwaltung in das heute denkmalgeschützte „Alte Rathaus“ in der Rathausstraße 6, wo sie bis zur Einweihung des neuen Rathauses 1966 blieb. Ab 1968 wurden zwei Etagen des Hauses für Ausstellungen des Kunstvereins Reutlingen genutzt, bis dieser 2006 eigene Räume in der Eberhardstraße bezog.
Im Jahr 2012 wurde das Alte Rathaus umfassend saniert.

## Neues Rathaus, ab 1966

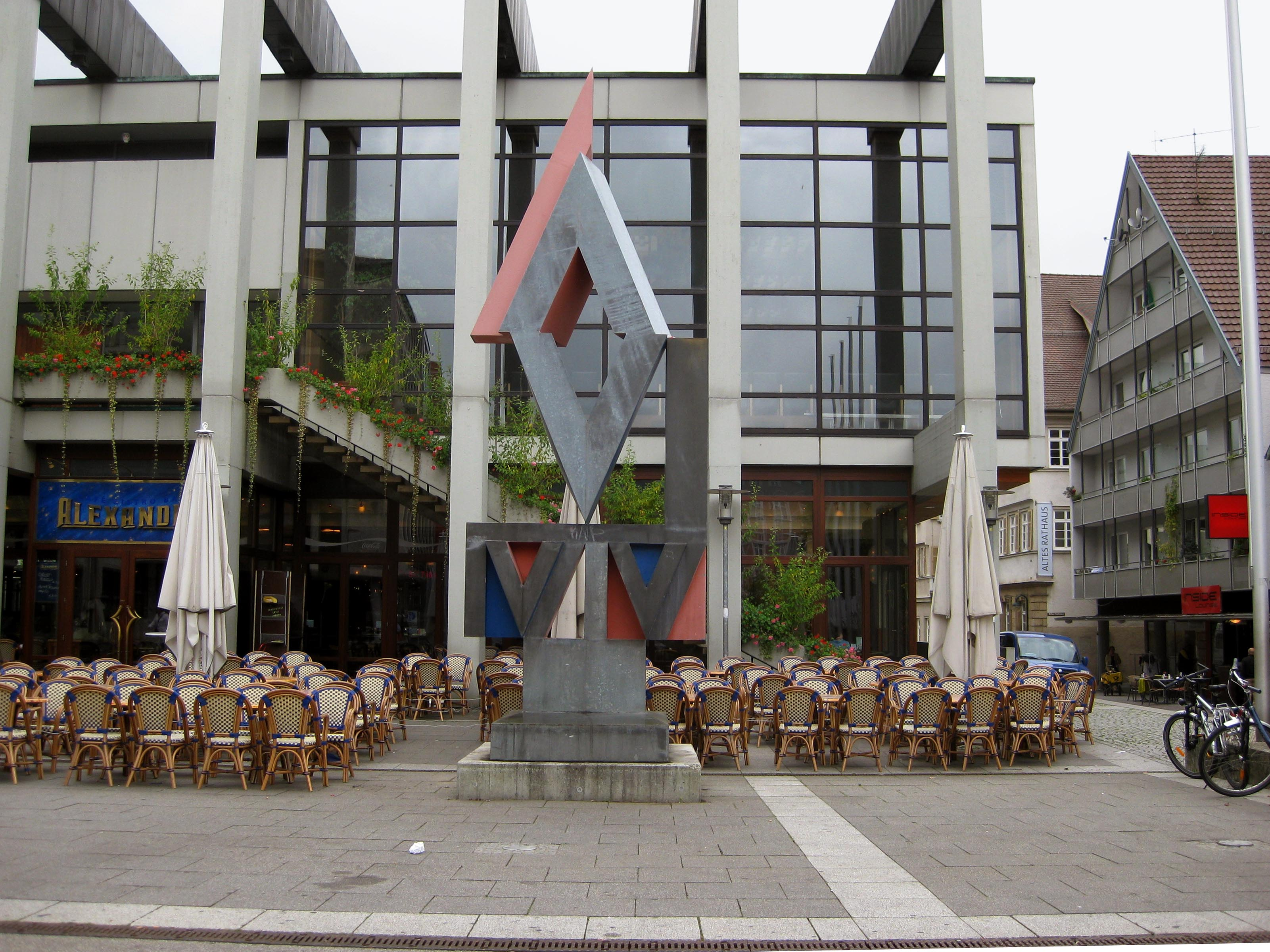
Skulptur von Otto Herbert Hajek mit dem Neuen Rathaus im Hintergrund

Das Neue Rathaus wurde von 1962 bis 1966 nach Plänen von Wilhelm Tiedje und Rudolf Volz errichtet. Das Gebäude ist geprägt durch die von außen sichtbare Betonkonstruktion und die großen Fensterflächen der Fassaden.